# Tarphius excisus
Tarphius excisus là một loài bọ cánh cứng trong họ Zopheridae. Loài này được Wollaston miêu tả khoa học năm 1857.